# Bočar
Bočar (serbocroata cirílico: Бочар; húngaro: Bocsár; alemán: Botschar) es un pueblo de Serbia perteneciente al municipio de Novi Bečej en el distrito de Banato Central de la provincia autónoma de Voivodina.
En 2011 tenía 1488 habitantes. Cuatro quintas partes de los habitantes son étnicamente serbios, y hay además una décima parte de la población formada por magiares.
Se conoce la existencia del asentamiento desde 1211, cuando se menciona en un documento del reino de Hungría, según el cual su primer propietario fue un noble llamado Bocsár. Era un pequeño asentamiento habitado por serbios hasta el siglo XVIII, cuando a los serbios se sumaron valacos durante las migraciones del Imperio Habsburgo. En el siglo XIX se asentaron aquí numerosos suabos del Danubio procedentes de Jimbolia y Zrenjanin. A mediados del siglo XX, casi trescientas familias abandonaron el pueblo en la expulsión de alemanes tras la Segunda Guerra Mundial, por lo que el pueblo fue repoblado con serbios procedentes de Bosanska Krupa.
Se ubica unos 20 km al norte de la capital municipal Novi Bečej.